# Primera divisió espanyola de futbol 1986-1987
La temporada 1986-1987 de la lliga de futbol espanyola la va guanyar per segona vegada consecutiva el Reial Madrid, amb 66 punts. Va ser la temporada més llarga de la història del futbol espanyol. La lliga va tenir dues fases. En la primera, els 18 equips van jugar dues vegades (a casa i fora). Al final de la primera fase, els sis primers equips es van classificar per al grup del campionat (Grup A), els sis següents es van classificar per al grup intermedi (Grup B) i els sis últims es van classificar per al grup de descens (Grup C). A la segona fase, els equips van jugar només dues vegades contra equips del mateix grup (a casa i fora) i van mantenir els punts de la primera fase. Els tres últims del grup de descens haurien d'haver baixat al final de la temporada, però a mitja temporada es va decidir que la primera divisió i la Segona Divisió s'ampliarien a 20. equips, i els tres últims equips del grup de descens van jugar un playoff extra per decidir una única plaça de descens, que fou pel Racing de Santander.

## Equips participants
| Equips              | Ciutat        | Estadi                |
| ------------------- | ------------- | --------------------- |
| Athletic Club       | Bilbao        | San Mamés             |
| Atlètic de Madrid   | Madrid        | Vicente Calderón      |
| FC Barcelona        | Barcelona     | Camp Nou              |
| Cadis CF            | Cadis         | Ramón de Carranza     |
| RCD Espanyol        | Barcelona     | Sarrià                |
| UD Las Palmas       | Las Palmas    | Insular               |
| RCD Mallorca        | Palma         | Lluís Sitjar          |
| Reial Múrcia CF     | Múrcia        | La Condomina          |
| CA Osasuna          | Pamplona      | El Sadar              |
| Racing de Santander | Santander     | El Sardinero          |
| Reial Betis         | Sevilla       | Benito Villamarín     |
| Reial Madrid        | Madrid        | Santiago Bernabéu     |
| Reial Societat      | Sant Sebastià | Atotxa                |
| CE Sabadell         | Sabadell      | Nova Creu Alta        |
| Sevilla FC          | Sevilla       | Ramón Sánchez Pizjuán |
| Sporting de Gijón   | Gijón         | El Molinón            |
| Reial Valladolid    | Valladolid    | José Zorrilla         |
| Reial Saragossa     | Saragossa     | La Romareda           |

## Temporada regular

### Classificació general
| Pos | Equip               | PJ | PG | PE | PP | GF | GC | DG  | Pts | Classificació                     |
| --- | ------------------- | -- | -- | -- | -- | -- | -- | --- | --- | --------------------------------- |
| 1   | Reial Madrid        | 34 | 20 | 10 | 4  | 61 | 29 | +32 | 50  | Classificat pel grup de campionat |
| 2   | FC Barcelona        | 34 | 18 | 13 | 3  | 51 | 22 | +29 | 49  | Classificat pel grup de campionat |
| 3   | RCD Espanyol        | 34 | 17 | 9  | 8  | 52 | 30 | +22 | 43  | Classificat pel grup de campionat |
| 4   | Sporting de Gijón   | 34 | 14 | 9  | 11 | 47 | 36 | +11 | 37  | Classificat pel grup de campionat |
| 5   | RCD Mallorca        | 34 | 14 | 8  | 12 | 42 | 46 | −4  | 36  | Classificat pel grup de campionat |
| 6   | Reial Saragossa     | 34 | 13 | 10 | 11 | 31 | 30 | +1  | 36  | Classificat pel grup de campionat |
| 7   | Atlètic de Madrid   | 34 | 13 | 9  | 12 | 37 | 40 | −3  | 35  | Classificat pel grup intermedi    |
| 8   | Reial Betis         | 34 | 13 | 8  | 13 | 36 | 43 | −7  | 34  | Classificat pel grup intermedi    |
| 9   | Sevilla FC          | 34 | 13 | 8  | 13 | 41 | 35 | +6  | 34  | Classificat pel grup intermedi    |
| 10  | Reial Societat      | 34 | 13 | 8  | 13 | 45 | 35 | +10 | 34  | Classificat pel grup intermedi    |
| 11  | Reial Múrcia CF     | 34 | 13 | 6  | 15 | 31 | 43 | −12 | 32  | Classificat pel grup intermedi    |
| 12  | Reial Valladolid    | 34 | 11 | 9  | 14 | 31 | 32 | −1  | 31  | Classificat pel grup intermedi    |
| 13  | Athletic Club       | 34 | 11 | 9  | 14 | 39 | 40 | −1  | 31  | Classificat pel grup de descens   |
| 14  | UD Las Palmas       | 34 | 11 | 7  | 16 | 41 | 48 | −7  | 29  | Classificat pel grup de descens   |
| 15  | CA Osasuna          | 34 | 8  | 11 | 15 | 24 | 40 | −16 | 27  | Classificat pel grup de descens   |
| 16  | Racing de Santander | 34 | 9  | 8  | 17 | 31 | 49 | −18 | 26  | Classificat pel grup de descens   |
| 17  | CE Sabadell         | 34 | 7  | 11 | 16 | 28 | 50 | −22 | 25  | Classificat pel grup de descens   |
| 18  | Cadis CF            | 34 | 8  | 7  | 19 | 22 | 42 | −20 | 23  | Classificat pel grup de descens   |

### Resultats
| Casa \ Fora         | ATH | ATM | BAR | BET | CÁD | ESP | LPA | MLL | MUR | OSA | RAC | RMA | RSO | SAB | SEV | SPG | VLD | ZAR |
| ------------------- | --- | --- | --- | --- | --- | --- | --- | --- | --- | --- | --- | --- | --- | --- | --- | --- | --- | --- |
| Athletic Club       |     | 3–0 | 2–2 | 0–0 | 0–0 | 2–1 | 3–0 | 2–1 | 2–0 | 4–1 | 1–2 | 1–2 | 1–1 | 4–2 | 0–1 | 0–0 | 1–0 | 1–0 |
| Atlètic de Madrid   | 2–0 |     | 0–4 | 1–1 | 2–0 | 1–1 | 1–1 | 3–1 | 2–0 | 1–0 | 0–1 | 1–1 | 1–0 | 1–1 | 0–2 | 1–0 | 1–0 | 2–1 |
| FC Barcelona        | 4–1 | 1–1 |     | 2–0 | 2–0 | 1–0 | 4–0 | 3–1 | 2–0 | 4–2 | 2–0 | 3–2 | 1–0 | 3–1 | 1–0 | 0–4 | 3–0 | 0–0 |
| Reial Betis         | 0–0 | 2–1 | 0–1 |     | 4–1 | 2–0 | 3–1 | 1–0 | 3–1 | 0–0 | 2–0 | 2–6 | 1–0 | 1–0 | 0–0 | 1–0 | 2–1 | 0–1 |
| Cadis CF            | 1–0 | 0–1 | 0–1 | 1–1 |     | 0–2 | 1–2 | 1–0 | 0–1 | 0–0 | 3–0 | 0–0 | 1–0 | 3–1 | 2–0 | 2–0 | 1–1 | 0–1 |
| RCD Espanyol        | 2–1 | 2–1 | 1–1 | 3–1 | 1–0 |     | 3–1 | 3–1 | 2–0 | 1–0 | 2–0 | 0–0 | 2–2 | 3–1 | 5–1 | 0–0 | 1–0 | 2–0 |
| UD Las Palmas       | 2–1 | 2–1 | 0–0 | 0–0 | 5–0 | 3–2 |     | 3–0 | 1–1 | 2–0 | 3–2 | 0–1 | 0–1 | 0–0 | 2–1 | 3–4 | 2–0 | 1–1 |
| RCD Mallorca        | 1–1 | 4–3 | 1–1 | 3–1 | 0–1 | 1–1 | 4–0 |     | 1–0 | 0–0 | 3–1 | 1–0 | 1–0 | 1–0 | 1–1 | 1–0 | 3–2 | 2–0 |
| Reial Múrcia CF     | 2–0 | 2–1 | 1–0 | 3–0 | 1–0 | 1–4 | 1–0 | 2–0 |     | 0–0 | 2–1 | 1–3 | 1–2 | 2–0 | 2–1 | 2–0 | 1–0 | 1–2 |
| CA Osasuna          | 0–1 | 0–2 | 0–2 | 2–1 | 3–0 | 1–0 | 2–1 | 0–0 | 0–0 |     | 2–0 | 1–0 | 1–3 | 1–1 | 1–1 | 0–2 | 1–0 | 1–0 |
| Racing de Santander | 2–1 | 1–1 | 0–0 | 2–0 | 2–1 | 1–3 | 1–0 | 1–2 | 1–1 | 1–1 |     | 0–0 | 1–0 | 3–0 | 2–0 | 1–2 | 0–0 | 1–2 |
| Reial Madrid        | 2–4 | 4–1 | 1–1 | 3–0 | 2–1 | 1–0 | 1–1 | 3–0 | 1–0 | 2–1 | 3–0 |     | 1–0 | 4–0 | 2–1 | 2–2 | 2–1 | 3–1 |
| Reial Societat      | 2–1 | 0–1 | 1–1 | 1–0 | 4–0 | 3–3 | 2–1 | 7–1 | 1–1 | 2–0 | 1–1 | 0–2 |     | 4–1 | 0–2 | 2–1 | 1–2 | 1–0 |
| CE Sabadell FC      | 0–0 | 0–2 | 1–1 | 1–1 | 1–0 | 1–1 | 1–0 | 1–3 | 1–0 | 3–1 | 1–1 | 0–1 | 2–2 |     | 2–2 | 0–0 | 1–0 | 1–0 |
| Sevilla FC          | 3–1 | 3–0 | 0–0 | 1–2 | 0–0 | 1–0 | 1–0 | 2–1 | 4–0 | 1–1 | 2–0 | 0–1 | 1–1 | 0–1 |     | 3–0 | 2–1 | 3–0 |
| Sporting de Gijón   | 2–0 | 1–1 | 0–0 | 3–0 | 2–1 | 0–1 | 1–2 | 2–2 | 4–1 | 3–0 | 2–1 | 2–2 | 0–1 | 2–1 | 3–1 |     | 3–1 | 1–0 |
| Reial Valladolid    | 2–0 | 0–0 | 0–0 | 2–1 | 1–1 | 1–0 | 2–1 | 0–1 | 4–0 | 1–1 | 2–0 | 1–1 | 1–0 | 1–0 | 1–0 | 2–0 |     | 1–1 |
| Reial Saragossa     | 0–0 | 1–0 | 2–0 | 2–3 | 1–0 | 0–0 | 2–1 | 0–0 | 0–0 | 1–0 | 4–1 | 2–2 | 1–0 | 2–1 | 2–0 | 1–1 | 0–0 |     |

## Grup pel títol

### Classificació general
| Pos | Equip             | PJ | PG | PE | PP | GF | GC | DG  | Pts | Classificació o descens      |
| --- | ----------------- | -- | -- | -- | -- | -- | -- | --- | --- | ---------------------------- |
| 1   | Reial Madrid (C)  | 44 | 27 | 12 | 5  | 84 | 37 | +47 | 66  | Clas. per la Copa d'Europa   |
| 2   | FC Barcelona      | 44 | 24 | 15 | 5  | 63 | 29 | +34 | 63  | Clas. per la Copa de la UEFA |
| 3   | RCD Espanyol      | 44 | 20 | 11 | 13 | 66 | 46 | +20 | 51  | Clas. per la Copa de la UEFA |
| 4   | Sporting de Gijón | 44 | 16 | 13 | 15 | 58 | 50 | +8  | 45  | Clas. per la Copa de la UEFA |
| 5   | Reial Saragossa   | 44 | 15 | 14 | 15 | 46 | 47 | −1  | 44  |                              |
| 6   | RCD Mallorca      | 44 | 15 | 12 | 17 | 48 | 65 | −17 | 42  |                              |

### Resultats
| Casa \ Fora       | BAR | ESP | MLL | RMA | SPG | ZAR |
| ----------------- | --- | --- | --- | --- | --- | --- |
| FC Barcelona      |     | 2–1 | 1–0 | 2–1 | 2–0 | 3–2 |
| RCD Espanyol      | 0–0 |     | 5–0 | 2–3 | 2–1 | 2–1 |
| RCD Mallorca      | 0–1 | 1–0 |     | 0–4 | 1–1 | 2–2 |
| Reial Madrid      | 0–0 | 2–2 | 3–0 |     | 4–0 | 2–1 |
| Sporting de Gijón | 1–0 | 4–0 | 1–1 | 0–1 |     | 1–1 |
| Reial Saragossa   | 2–1 | 2–0 | 1–1 | 1–3 | 2–2 |     |

## Grup intermedi

### Classificació general
| Pos | Equip             | PJ | PG | PE | PP | GF | GC | DG  | Pts | Classificació                |
| --- | ----------------- | -- | -- | -- | -- | -- | -- | --- | --- | ---------------------------- |
| 1   | Atlètic de Madrid | 44 | 18 | 11 | 15 | 58 | 54 | +4  | 47  |                              |
| 2   | Reial Societat    | 44 | 19 | 9  | 16 | 59 | 54 | +5  | 47  | Clas. per la Recopa d'Europa |
| 3   | Reial Betis       | 44 | 18 | 9  | 17 | 61 | 59 | +2  | 45  |                              |
| 4   | Reial Valladolid  | 44 | 15 | 11 | 18 | 42 | 45 | −3  | 41  |                              |
| 5   | Reial Múrcia CF   | 44 | 17 | 7  | 20 | 50 | 63 | −13 | 41  |                              |
| 6   | Sevilla FC        | 44 | 14 | 11 | 19 | 51 | 53 | −2  | 39  |                              |

### Resultats
| Casa \ Fora       | ATM | BET | MUR | RSO | SEV | VLD |
| ----------------- | --- | --- | --- | --- | --- | --- |
| Atlètic de Madrid |     | 3–2 | 4–2 | 5–1 | 2–0 | 0–1 |
| Reial Betis       | 2–1 |     | 5–0 | 5–1 | 1–2 | 3–2 |
| Reial Múrcia CF   | 1–2 | 3–2 |     | 4–0 | 2–0 | 4–1 |
| Reial Societat    | 2–1 | 2–1 | 2–1 |     | 2–1 | 2–0 |
| Sevilla FC        | 2–2 | 1–3 | 2–2 | 1–1 |     | 1–2 |
| Reial Valladolid  | 1–1 | 1–1 | 2–0 | 0–1 | 1–0 |     |

## Grup pel descens

### Classificació general
| Pos | Equip               | PJ | PG | PE | PP | GF | GC | DG  | Pts | Classificació       |
| --- | ------------------- | -- | -- | -- | -- | -- | -- | --- | --- | ------------------- |
| 1   | Athletic Club       | 44 | 15 | 12 | 17 | 51 | 50 | +1  | 42  |                     |
| 2   | UD Las Palmas       | 44 | 16 | 9  | 19 | 59 | 67 | −8  | 41  |                     |
| 3   | CE Sabadell         | 44 | 12 | 14 | 18 | 38 | 59 | −21 | 38  |                     |
| 4   | CA Osasuna          | 44 | 12 | 14 | 18 | 40 | 48 | −8  | 38  | Promoció de descens |
| 5   | Racing de Santander | 44 | 12 | 9  | 23 | 46 | 66 | −20 | 33  | Promoció de descens |
| 6   | Cadis CF            | 44 | 10 | 9  | 25 | 31 | 59 | −28 | 29  | Promoció de descens |

### Resultats
| Casa \ Fora         | ATH | CÁD | LPA | OSA | RAC | SAB |
| ------------------- | --- | --- | --- | --- | --- | --- |
| Athletic Club       |     | 1–0 | 4–1 | 0–2 | 3–1 | 1–1 |
| Cadis CF            | 1–1 |     | 2–4 | 1–0 | 2–1 | 0–0 |
| UD Las Palmas       | 1–2 | 2–1 |     | 1–1 | 3–2 | 1–1 |
| CA Osasuna          | 0–0 | 3–2 | 4–0 |     | 4–0 | 0–1 |
| Racing de Santander | 2–0 | 3–0 | 1–3 | 1–1 |     | 4–0 |
| CE Sabadell FC      | 1–0 | 2–0 | 1–2 | 2–1 | 1–0 |     |

## Promoció de descens

### Classificació general
| Pos | Equip                   | PJ | PG | PE | PP | GF | GC | DG | Pts | Descens                  |
| --- | ----------------------- | -- | -- | -- | -- | -- | -- | -- | --- | ------------------------ |
| 1   | CA Osasuna              | 2  | 1  | 1  | 0  | 3  | 1  | +2 | 3   |                          |
| 2   | Cadis CF                | 2  | 0  | 2  | 0  | 2  | 2  | 0  | 2   |                          |
| 3   | Racing de Santander (R) | 2  | 0  | 1  | 1  | 1  | 3  | −2 | 1   | Descens a Segona Divisió |

### Resultats
| Racing de Santander | 1-1 | Cadis CF            | Penals:4-3 |
| Cadis CF            | 1-1 | CA Osasuna          | Penals:4-3 |
| CA Osasuna          | 2-0 | Racing de Santander |            |

## Resultats finals
- Lliga de Campions: Reial Madrid
- Recopa d'Europa: Reial Societat
- Copa de la UEFA: Atlètic de Madrid, Sporting de Gijón, FC Barcelona, RCD Espanyol
- Descensos: Racing de Santander, Cadis CF
- Ascensos: Valencia CF, CD Logroñés i Celta de Vigo

## Màxims golejadors
| Golejador         | Gols | Equip        |
| ----------------- | ---- | ------------ |
| Hugo Sánchez      | 34   | Reial Madrid |
| Gary Lineker      | 20   | FC Barcelona |
| Enrique Magdaleno | 19   | RCD Mallorca |
| Gabriel Calderón  | 18   | Reial Betis  |
| Pichi Alonso      | 17   | RCD Espanyol |